# Pontinha
Pontinha ist eine Gemeinde im portugiesischen Kreis Odivelas im Distrikt Lissabon. Sie umfasst eine Fläche von 4,6 km² und hat 22.824 Einwohner (Stand 30. Juni 2011).

## Lage
Pontinha liegt am nördlichen Stadtrand von Lissabon. Nachbargemeinden sind Famões und Odivelas (beide im Kreis Odivelas), Alfornelos, Brandoa und São Brás (im Kreis Amadora) sowie Carnide (Lissabon).

## Geschichte
Die Gemeinde entstand 1984 durch Abtrennung von Odivelas und wurde am 16. August 1991 zur Vila (Kleinstadt) erhoben. In Pontinha befindet sich das Regimento de Engenharia n.º 1, das während der Nelkenrevolution im April 1974 Kommandoposten der Bewegung der Streitkräfte war. Seit 1997 ist der Ort über den U-Bahnhof Pontinha an das Netz der Metro Lissabon angeschlossen. Zwischen 1991 und 2001 verlor die Gemeinde etwa 22 % an Einwohnern.

## Bauwerke
- Escola Profissional Agrícola D. Dinis
- Restaurant Velho Mirante
- Centro Escolar Republicano Tenente Valdez